# العلاقات الإسبانية الجورجية
العلاقات الإسبانية الجورجية هي العلاقات الثنائية التي تجمع بين إسبانيا وجورجيا.

## مقارنة بين البلدين
هذه مقارنة عامة ومرجعية للدولتين:
| وجه المقارنة                                              | إسبانيا                                                                             | جورجيا                          |
| --------------------------------------------------------- | ----------------------------------------------------------------------------------- | ------------------------------- |
| المساحة (كم2)                                             | 505.99 ألف                                                                          | 69.70 ألف                       |
| عدد السكان (نسمة)                                         | 46.73 مليون                                                                         | 3.72 مليون                      |
| الكثافة السكانية (ن./كم²)                                 | 92.35                                                                               | 53.37                           |
| العاصمة                                                   | مدريد                                                                               | تبليسي، كوتايسي                 |
| اللغة الرسمية                                             | اللغة الإسبانية، اللغة الغاليسية، لغة بشكنشية، اللغة الكتالونية، اللغة الأوكسيتانية | اللغة الجورجية، اللغة الأبخازية |
| العملة                                                    | يورو، بيزيتا إسبانية                                                                | لاري جورجي                      |
| الناتج المحلي الإجمالي (بليون دولار)                      | 1.31 تريليون                                                                        | 15.16 مليار                     |
| الناتج المحلي الإجمالي (تعادل القوة الشرائية) بليون دولار | 1.77 تريليون                                                                        | 35.68 مليار                     |
| الناتج المحلي الإجمالي الاسمي للفرد دولار أمريكي          | 28.16 ألف                                                                           | 3.79 ألف                        |
| الناتج المحلي الإجمالي للفرد دولار أمريكي                 | 38.00 ألف                                                                           |                                 |
| مؤشر التنمية البشرية                                      | 0.876                                                                               | 0.754                           |
| رمز المكالمات الدولي                                      | +34                                                                                 | +995                            |
| رمز الإنترنت                                              | .es                                                                                 | .ge، .გე ‏                       |
| المنطقة الزمنية                                           | ت ع م+01:00، ت ع م+02:00                                                            | ت ع م+04:00                     |

## مدن متوأمة
في ما يلي قائمة باتفاقيات التوأمة بين مدن إسبانية وجورجية:
- ترتبط سان سيباستيان مع باطوم باتفاقية توأمة منذ 1981.
- ترتبط بلباو مع تبليسي باتفاقية توأمة منذ 1988.
- ترتبط سانتا كولوما دي جرامانيت مع تلاوي باتفاقية توأمة.
- ترتبط فيتوريا-غاستيز مع كوتايسي باتفاقية توأمة.
- ترتبط مربلة مع باطوم باتفاقية توأمة منذ 6 ديسمبر 1990.

## منظمات دولية مشتركة
يشترك البلدان في عضوية مجموعة من المنظمات الدولية، منها:
| علم المنظمة | اسم المنظمة                             | تاريخ انضمام إسبانيا | تاريخ انضمام جورجيا |
| ----------- | --------------------------------------- | -------------------- | ------------------- |
|             | اتفاقية السماوات المفتوحة               | ?                    | ?                   |
|             | يونسكو                                  | 30 يناير 1953        | 7 أكتوبر 1992       |
|             | الفريق المعني برصد الأرض                | ?                    | ?                   |
|             | مؤسسة التمويل الدولية                   | 24 مارس 1960         | 29 يونيو 1995       |
|             | مجلس أوروبا                             | ?                    | 27 أبريل 1999       |
|             | مؤسسة التنمية الدولية                   | 18 أكتوبر 1960       | 31 أغسطس 1993       |
|             | منظمة التجارة العالمية                  | ?                    | 14 يونيو 2000       |
|             | منظمة الأمن والتعاون في أوروبا          | 25 يونيو 1973        | 24 مارس 1992        |
|             | المنظمة الأوروبية لسلامة الملاحة الجوية | 1997                 | 2012                |
|             | الاتحاد البريدي العالمي                 | ?                    | ?                   |
|             | الاتحاد الدولي للاتصالات                | 1866                 | 7 يناير 1993        |
|             | الأمم المتحدة                           | 14 ديسمبر 1955       | 31 يوليو 1992       |
|             | البنك الدولي للإنشاء والتعمير           | 15 سبتمبر 1958       | 7 أغسطس 1992        |
|             | المنظمة الهيدروغرافية الدولية           | ?                    | ?                   |

## وصلات خارجية
- موقع وزارة الخارجية الإسبانية
- موقع وزارة الخارجية الجورجية